# تیلمی
تیلمی (به فرانسوی: Tilmi) یک کومون در مراکش است که در استان تنغیر واقع شده‌است. تیلمی ۱۰٬۴۴۵ نفر جمعیت دارد.